# Jaksmanice
Jaksmanice (1977–1981 Witoldówek, ukrainisch Яксманичі) ist eine Ortschaft mit einem Schulzenamt der Gemeinde Medyka im Powiat Przemyski der Woiwodschaft Karpatenvorland in Polen an der Grenze zur Ukraine.

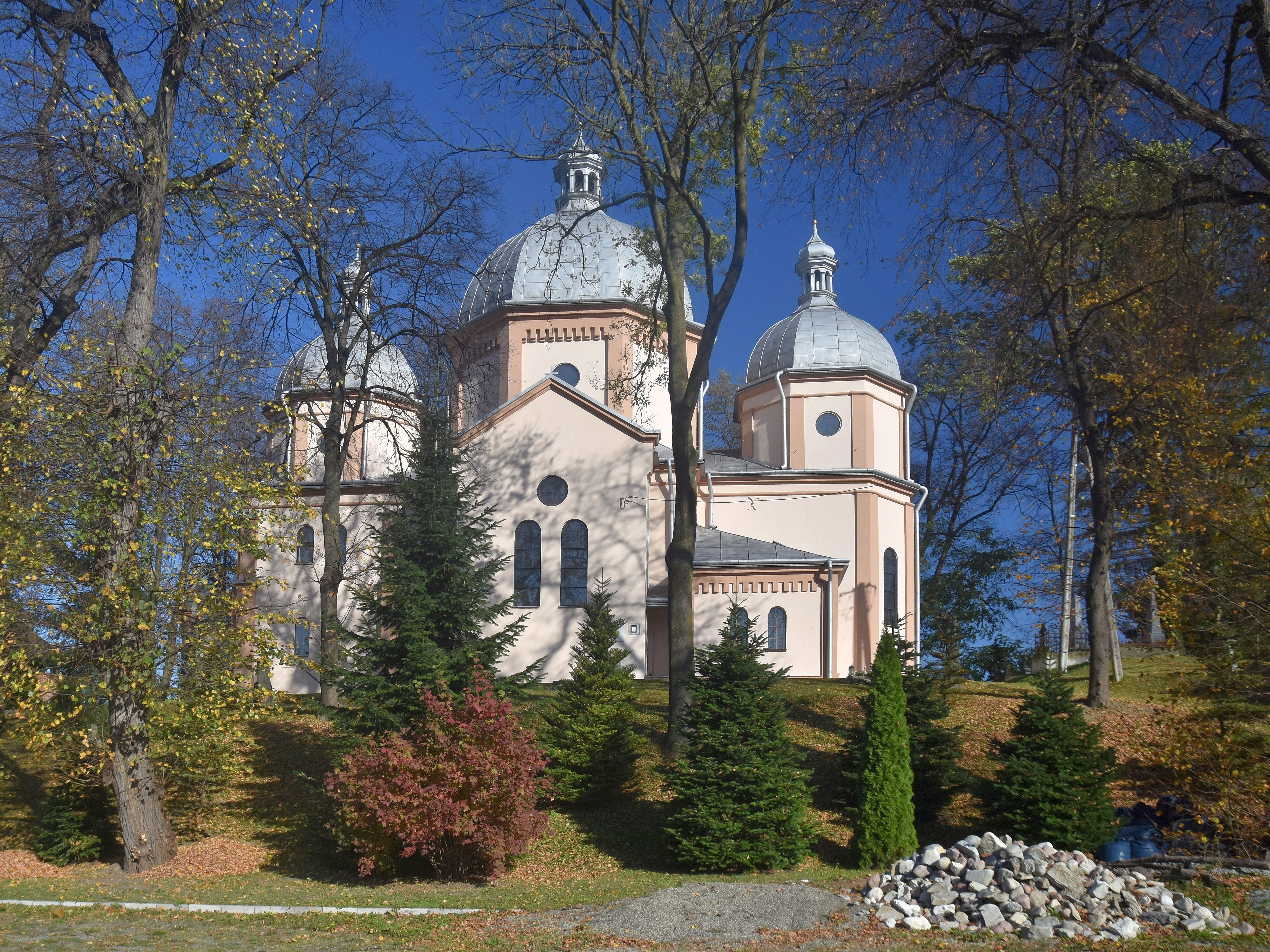
Ehem. griechisch-katholische Filialkirche aus 1901

## Geschichte
Der Ort wurde im Jahr 1385 als Iesman(u)ich erstmals urkundlich erwähnt. Der Ort wurde im Mittelalter als Jaskmanice (1402: Jeskmanicze, 1424 Jaskmancze, 1434: Jaksmanicze, 1526: Jaskmanycze) bekannt. Der patronymische Name ist vom genetisch-deutschen Personennamen *Jaskman mit dem Suffix -(i)ce abgeleitet, die Änderung von Jaskmanice auf Jaksmanice kam durch eine Metathese. Das Dorf im Przemyśler Land der Woiwodschaft Ruthenien gehörte zum polnischen König und wurde auch Jaskmanice Regalis (1589) benannt.
Bei der Ersten Teilung Polens kam Jaksmanice 1772 zum neuen Königreich Galizien und Lodomerien des habsburgischen Kaiserreichs (ab 1804). Nach der Aufhebung der Patrimonialherrschaften bildete es eine Gemeinde im Bezirk Przemyśl. In den 1890er Jahren wurde eine Befestigung der Festung Przemyśl in Jaksmanice von Österreichern erbaut. Im Jahr 1900 hatte die Gemeinde Jaksmanice 906 Hektar Fläche, 170 Häuser mit 1082 Einwohnern, davon war die Mehrheit ruthenischsprachig (968) und Griechisch-Katholiken (961), außerdem gab es 54 Deutschsprachige, 38 Polnischsprachige, 22 Personen anderer Sprache, 76 Römisch-Katholiken 27 Juden und 3 Personen anderer Religion.
1918, nach dem Ende des Ersten Weltkriegs, dem Zusammenbruch der k.u.k. Monarchie und dem Ende des Polnisch-Ukrainischen Kriegs, kam der Ort zu Polen.
Im Jahre 1921 hatte die Gemeinde 185 Häuser mit 1023 Einwohnern, davon 935 deklarierten sich als Ruthenen, 77 als Polen, 11 als Juden, 946 waren Griechisch-Katholiken, 24 Römisch-Katholiken und 53 Israeliten. 1939 lebten im Dorf nach Wolodymyr Kubijowytsch 1130 Ukrainer, 70 Polen (darunter 60 Kolonisten), 60 ukrainischsprachigen „Lateinern“ (Römisch-Katholiken mit ehemalig lateinischer Kirchensprache, statt des Kirchenslawischen der Ukrainischen griechisch-katholischen Kirche) und 60 Juden.
Während des Zweiten Weltkrieges wurde es im September 1939 zunächst von deutschen Truppen besetzt. Diese zogen sich am 28. September 1939 gemäß dem Grenz- und Freundschaftsvertrag hinter den San zurück, um das Gebiet der Roten Armee zu übergeben. Kurz nach dem Beginn des Deutsch-Sowjetischen Krieges am 22. Juni 1941 besetzte die Wehrmacht das Gebiet wieder. Der Ort wurde ein Teil des Generalgouvernements (bzw. des Distrikts Galizien).
In der Aktion Weichsel (1947) wurden die Ukrainer deportiert.
Von 1975 bis 1998 gehörte Przemyśl zur Woiwodschaft Przemyśl.